# إميلي ستراير
إميلي بيرنز ستراير من مواليد 16 أغسطس 1972 هي كاتبة أغاني أمريكية ومغنية وعازفة متعددة الآلات ، وعضو مؤسس في فرقة موسيقية (الكانتري) ، (ذا شيكس) المعروفة سابقًا باسم ذا ديكسي شيكس . تعزف ستراير على الو البانجو والدوير والجيتار ، واللاب - والمندولين والأكورديون والكمان والبيانو والسيتار . في بداية حياتها المهنية مع ذا شيكس ، اقتصرت غنائها على الغناء غب المجموعة الصوتية ، ولكن ضمن دورها في كور يارد هوند ، تولت دور المطربة الرئيسية.

## روابط خارجية
- [http://www.imdb.com/name/nm0733215/ Emily Robison

] في قاعدة بيانات الأفلام على الإنترنت
- Dixie Chicks (official site)
- Court Yard Hounds (official site)